# Robert Hallum

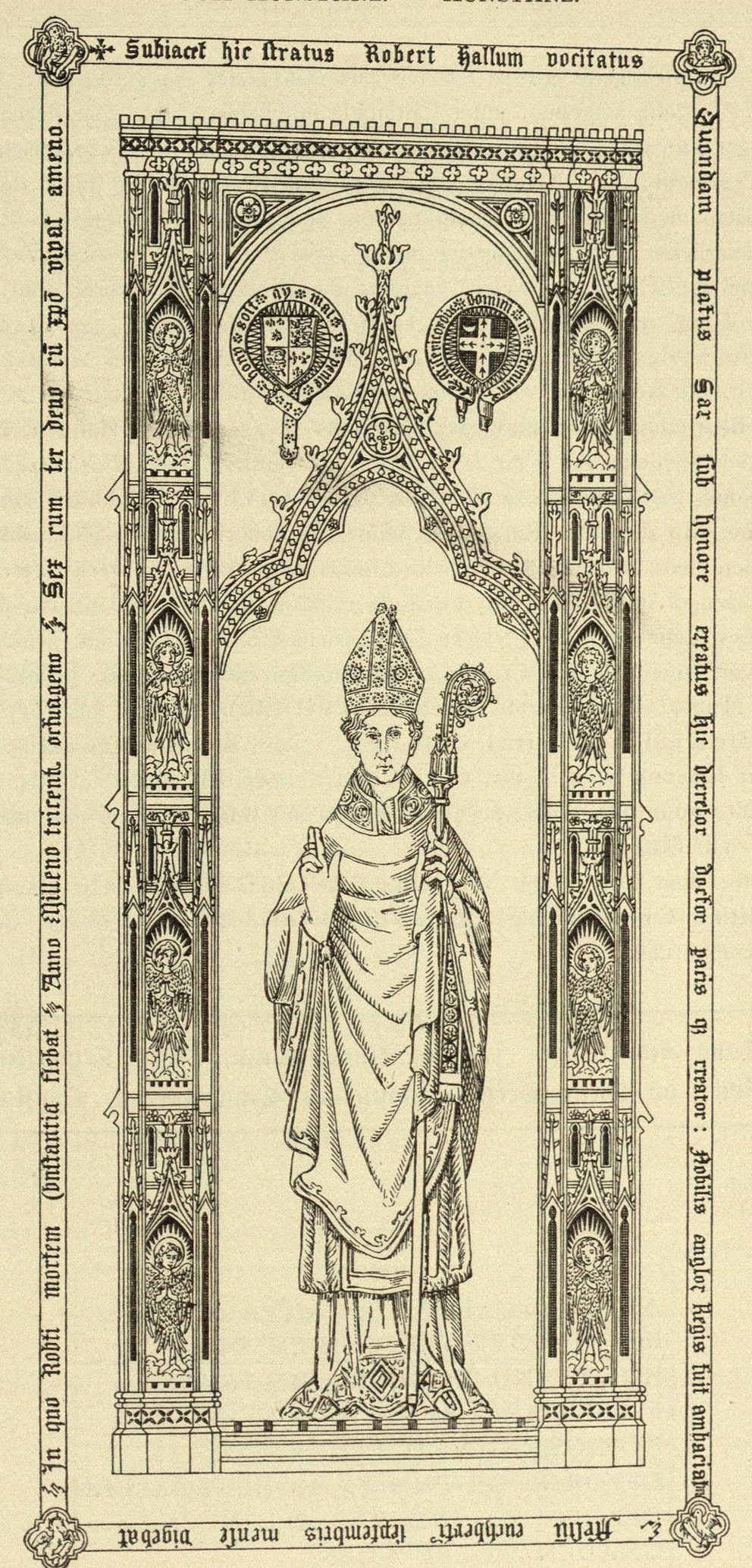
Grabplatte Robert Hallums im Konstanzer Münster (Abbildung aus einem Buch von 1887)

Robert Hallum oder Hallam (* um 1360/70 in Oxford; † 4. September 1417 in Gottlieben) war von 1407 bis 1417 Bischof von Salisbury.

## Leben
Robert Hallum studierte an der Universität Oxford, stand seit 1381 in Diensten der Erzbischöfe von Canterbury und war von 1403 bis 1405 Kanzler der Universität Oxford.
1406 wurde er zum Erzbischof von York ernannt, was König Heinrich IV. allerdings nicht akzeptierte. 1407 wurde er von Papst Gregor XII. zum Bischof von Salisbury ernannt. Am 6. Juni 1411 wurde er durch Johannes XXIII. zum Pseudokardinal kreiert, was Hallum aber nicht annahm.
Beim Konzil von Pisa vertrat er 1409 die englische Kirche. Beim Konzil von Konstanz war er oberster Botschafter der englischen Gesandtschaft. Für Heinrich V. vertrat er einen Kurs der Kirchenreform. Während des Konzils verstarb er unerwartet und wurde auf seinen Wunsch hin im Konstanzer Münster bestattet, wo eine Relieftafel vor den Stufen zum Hochchor an ihn erinnert.
Die Grabplatte des Bischofs Robert Hallum von Salisbury ist im typischen Stil der Britischen Inseln gehalten: Eingearbeitetes Messing in Stein, angefertigt in England.